# Цибівський заказник
Цибівський — ботанічний заказник місцевого значення. Об'єкт розташований на території Кіндрашівської сільської громади Куп'янського району Харківської області на захід від села Цибівка.
Площа — 68 га, статус отриманий у 2002 році.
Охороняється ділянка степової та лучної рослинності у балці з пересихаючим струмком, що впадає у річку Великий Бурлук. Степова рослинність представлена злаково-різнотравнмих угрупованями, серед яких  формація осоки низької, занесена до Зеленої книги України. 
У заказнику також трапляються види рослин, занесені до Червоної книги України: сон чорніючий, ковила волосиста та регіонально рідкісні види: аконіт шерстистовустий, горицвіт весняний, анемона лісова, льон Черняєва, шавлія ефіопська, барвінок трав'янистий. На днищі балки поширені угруповання лучних видів, серед них багато лікарських рослин.